# Anna Favella
Anna Favella, född 21 september 1983, italiensk skådespelerska. 
Anna Favella medverkade i en svit filmer Enrico Mattei - L'uomo che guardava al futuro (2008), Don Matteo 7 (2009), Terra Ribelle (2010), Terra Ribelle - Il Nuovo mondo (2012) och Mr. America (2013). 